# Le Cheval de Troie
Le Cheval de Troie (Het paard van Troje) is een attractie van het type vliegend tapijt in het Franse attractiepark Parc Astérix en werd gemaakt door Zierer.

## Geschiedenis
Le Cheval de Troie is een van de eerste attracties van Parc Astérix die sinds de openingsdag van 30 april 1989 in gebruik is. De attractie is 12 meter hoog, de rit duurt ongeveer 2 minuten en er kunnen maximaal 40 personen per rit plaatsnemen. Inzittenden maken zich vast via een riem en een veiligheidsbeugel.

## Naamgeving
Le Cheval de Troie slaat op de Griekse mythologie in het verhaal van het Paard van Troje. De attractie staat in het themagebied La Grèce Antique, naar Het Oude Griekenland.
Afbeeldingen · Lijst van attracties